# Makes Me Wonder
Makes Me Wonder is een nummer van Maroon 5, de eerste single van hun tweede album It Won't Be Soon Before Long (2007). Het nummer werd de eerste nummer 1-hit in de Verenigde Staten, waarmee het het record van grootste sprong naar #1 (vanaf #64) overnam van Kelly Clarksons A Moment Like This. Met het nummer won Maroon 5 hun derde Grammy Award. Het nummer kwam op #49 in de lijst van "100 beste nummers uit 2007" van het muziektijdschrift Rolling Stone.
Het werd bevestigd in februari 2008 dat het nummer gaat over Ryan Dusick.

## Achtergrond
De tekst van Makes Me Wonder heeft twee verschillende betekenissen. De eerste gaat over Adam Levines frustraties over de staat van de politiek en de rol van de Verenigde Staten bij de Irakoorlog. Volgens hem laat het nummer hun verwarring over de politiek in de VS zien.

I really wanted to write a political song, a song that reflected the way I felt about everything. It's one of the most difficult things in the world to do without coming off as a total arse and preachy - all the things that I hate about a lot of songwriting. So I didn't want to overtly say it. I just wanted to allude to it.

Vertaling: Ik wilde graag een politiek getint nummer schrijven, een nummer dat mijn gevoel over alles zou weergeven. Dat is een van de moeilijkste dingen ter wereld die je kan doen zonder over te komen als een priester of eikel - dat is iets wat ik haat aan tekstschrijven. Daarom wilde ik het niet ronduit zeggen. Ik wilde slechts zinspelen over dit onderwerp.
De tweede betekenis gaat gewoon over liefde. De tekst in het refrein blikt terug op een van Levines relaties die verkeerd afliep.
Het nummer heeft twee gecensureerde, schone versies. De "super schone" en de "schone" versie. De nummers zijn identiek, behalve dat in de "super schone" versie het woord "God" is verwijderd uit het tweede couplet, en dat het woord "fuck" uit het refrein weg is gehaald.

## Videoclip
De videoclip van Makes Me Wonder ging in première op 29 maart 2007. Uit interviews met de bandleden was toen al gebleken dat de clip opgenomen werd op een futuristisch vliegveld. De clip werd opgenomen op het internationale vliegveld van Los Angeles en werd geregisseerd door John Hillcoat. Levine zei dat de regisseur van het vliegveld een bizarre surrealistische, seksuele, stijlvolle plek probeerde te maken. In de clip heeft de gate waar het nummer zich afspeelt, de naam M5, wat staat voor Maroon 5.

## Hitnotering
| Makes Me Wonder in de Nederlandse Top 40 - binnen: 21 april 2007 | Makes Me Wonder in de Nederlandse Top 40 - binnen: 21 april 2007 | Makes Me Wonder in de Nederlandse Top 40 - binnen: 21 april 2007 | Makes Me Wonder in de Nederlandse Top 40 - binnen: 21 april 2007 | Makes Me Wonder in de Nederlandse Top 40 - binnen: 21 april 2007 | Makes Me Wonder in de Nederlandse Top 40 - binnen: 21 april 2007 | Makes Me Wonder in de Nederlandse Top 40 - binnen: 21 april 2007 | Makes Me Wonder in de Nederlandse Top 40 - binnen: 21 april 2007 | Makes Me Wonder in de Nederlandse Top 40 - binnen: 21 april 2007 | Makes Me Wonder in de Nederlandse Top 40 - binnen: 21 april 2007 | Makes Me Wonder in de Nederlandse Top 40 - binnen: 21 april 2007 | Makes Me Wonder in de Nederlandse Top 40 - binnen: 21 april 2007 | Makes Me Wonder in de Nederlandse Top 40 - binnen: 21 april 2007 | Makes Me Wonder in de Nederlandse Top 40 - binnen: 21 april 2007 | Makes Me Wonder in de Nederlandse Top 40 - binnen: 21 april 2007 | Makes Me Wonder in de Nederlandse Top 40 - binnen: 21 april 2007 | Makes Me Wonder in de Nederlandse Top 40 - binnen: 21 april 2007 |
| Week                                                             | 1                                                                | 2                                                                | 3                                                                | 4                                                                | 5                                                                | 6                                                                | 7                                                                | 8                                                                | 9                                                                | 10                                                               | 11                                                               | 12                                                               | 13                                                               | 14                                                               | 15                                                               |                                                                  |
| ---------------------------------------------------------------- | ---------------------------------------------------------------- | ---------------------------------------------------------------- | ---------------------------------------------------------------- | ---------------------------------------------------------------- | ---------------------------------------------------------------- | ---------------------------------------------------------------- | ---------------------------------------------------------------- | ---------------------------------------------------------------- | ---------------------------------------------------------------- | ---------------------------------------------------------------- | ---------------------------------------------------------------- | ---------------------------------------------------------------- | ---------------------------------------------------------------- | ---------------------------------------------------------------- | ---------------------------------------------------------------- | ---------------------------------------------------------------- |
| Nummer                                                           | 22                                                               | 17                                                               | 11                                                               | 9                                                                | 8                                                                | 7                                                                | 9                                                                | 9                                                                | 13                                                               | 13                                                               | 17                                                               | 25                                                               | 28                                                               | 33                                                               | 36                                                               | uit                                                              |